# Tlalixcoyan
Tlalixcoyan är en ort i Mexiko.   Den ligger i kommunen Tlalixcoyan och delstaten Veracruz, i den sydöstra delen av landet, 300 km öster om huvudstaden Mexico City. Tlalixcoyan ligger 11 meter över havet och antalet invånare är 3 335.
Terrängen runt Tlalixcoyan är mycket platt. Runt Tlalixcoyan är det ganska glesbefolkat, med 43 invånare per kvadratkilometer. Omgivningarna runt Tlalixcoyan är en mosaik av jordbruksmark och naturlig växtlighet.